# Bengt Gustafsson (volleybollspelare)
Bengt Olof Gustafsson, född 17 maj 1963 i Råda församling i Göteborgs och Bohus län, är en svensk tidigare volleybollspelare. Gustafsson var en tongivande spelare i landslaget. Han spelade totalt 233 landskamper och var med om att ta landslaget till en sjundeplats vid OS 1988 och till ett silver vid EM 1989. Vid EM:et blev han utsedd till bästa spelare.
Som ung ägnade han sig förutom åt volleyboll även åt spjutkastning och sökte till friidrottsgymnasium, men kom inte in då Peter Borglund och Dag Wennlund låg före på rankingen Han började sin volleybollkarriär i Sjövalla FK i division 4, innan han gick över till ett annat Göteborgslag, Progona VBK, med vilka han blev svensk mästare 1982/1983.
Han lämnade elitserien för spel i Italien 1983, som andra svenska volleybollspelare att bli proffs efter Hasse Wiksten. Han hade blivit upptäckt i sambandet med kvalet till EM 1983 I Italien vann han flera internationella turneringar med Pallavolo Torino och Pallavolo Parma, inklusive cupvinnarecupen (numera kallad CEV Cup) två gånger. Han gick sedan av ekonomiska skäl över till Olympiakos SFP, med vilka han vann både grekiska mästerskapet och cupen. Han återvände dock snart till Italien (och Volley Treviso) då verksamheten i Olympiakos missköttes, med bl.a. uteblivna löner.
Han blev uttagen i världslaget 1989.[källa behövs] Under 1990 fick han problem med ett knä, vilket till slut medförde operation, varefter han var borta under åtta månader. I oktober 1991, i slutet av rehabliteringen efter operationen, blev han påkörd av en bil när han körde motorcykel. Resultatet blev fyra frakturer på vänsterbenet. Skadorna medförde att han avslutade sin elitkarriär inomhus. Däremot gjorde han en elitsatsning i beachvolley  Tillbaka i Sverige tränade han Kungälvs VBK under två säsonger, vilket resulterade i två svenska mästerskap.
Gustafsson var en av deltagarna i Mästarnas mästare 2021.